# Tadej Trdina
Tadej Trdina (ur. 25 stycznia 1988 w Slovenj Gradcu) – słoweński piłkarz występujący na pozycji napastnika, zawodnik klubu NK Aluminij Kidricevo.
W austriackiej Bundeslidze rozegrał 52 spotkania i zdobył 17 bramek.